# Ponte Palatino
De Ponte Palatino is een brug over de Tiber in Rome. De brug ligt net ten zuiden van het Tibereiland aan de voet van de Palatijn, vandaar de naam. De brug verbindt de wijk Trastevere met het Forum Boarium.
De brug werd tussen 1886 en 1890 gebouwd ter vervanging van de bijna geheel verwoeste Ponte Rotto. Om plaats te maken voor de Ponte Palatino werden er zelfs nog twee bogen van de Ponte Rotto afgebroken, waardoor er tegenwoordig nog maar één boog van die brug overeind staat. Het ontwerp van de Ponte Palatino was afkomstig van architect Angelo Vescovali, die vier gemetselde pijlers tekende waarop het wegdek rust.
Ponte di Castel Giubileo · Ponte Tor di Quinto · Ponte Flaminio · Ponte Milvio · Ponte Duca d'Aosta · Ponte della Musica · Ponte del Risorgimento · Ponte Giacomo Matteotti · Ponte Pietro Nenni · Ponte Regina Margherita · Ponte Cavour · Ponte Umberto I · Ponte Sant'Angelo · Ponte Vittorio Emanuele II · Ponte Principe Amedeo Savoia Aosta · Ponte Giuseppe Mazzini · Ponte Sisto · Ponte Garibaldi · Ponte Fabricio en Ponte Cestio · Ponte Rotto · Ponte Palatino · Ponte Sublicio · Ponte Testaccio · Ponte San Paolo · Ponte dell'Industria · Ponte Guglielmo Marconi · Ponte della Magliana · Ponte di Mezzocammino · Ponte Tor Boacciana